# Tony la tigre
Tony la tigre (Tony the Tiger) è la mascotte promozionale dei cereali Frosties, venduti dall'azienda statunitense Kellogg Company.

## Storia
Durante i primi anni 1950, la Kellogg indette un concorso in cui il pubblico doveva scegliere una mascotte per la nuova linea di cereali Frosties fra quattro personaggi candidati, ovvero Katy the Kangaroo, Elmo the Elephant, Newt the Gnu e Tony the Tiger. Quest'ultimo era stato inventato nel 1951 dal grafico Eugene Kolkey e il direttore d'arte della Leo Burnett Worldwide Edward Kern, che avevano commissionato il progetto finale a Martin Provensen; il nome di Tony è ispirato a quello di Raymond Anthony Wells, un dipendente della Leo Burnett. Sebbene, in un primo momento, il numero dei votanti che preferiva Tony fosse in egual numero di quello che invece apprezzava di più Katy, il concorso fu vinto dalla tigre.

Nel 1952 e nel 1953, Tony era doppiato da Dal McKennon. Tuttavia, egli venne sostituito da Thurl Ravenscroft, che resterà il doppiatore della mascotte fino al 2005, anno della morte di Ravenscroft. Stando a quanto disse in un'intervista, egli dichiarò:
Nel 1958, Tony apparve sulle scatole dei cereali Kellogg assieme a personaggi della Hanna-Barbera come Braccobaldo e Svicolone. Nello stesso anno, Tony fu anche una delle varie mascotte utilizzate per promuovere i "cereali pre-dolcificati" dell'azienda statunitense.
Durante gli anni 1970, la Kellogg conferì al personaggio fattezze più umane, delle origini italo-americane, e introdusse per la prima volta i suoi familiari, fra cui il figlio Tony Jr.

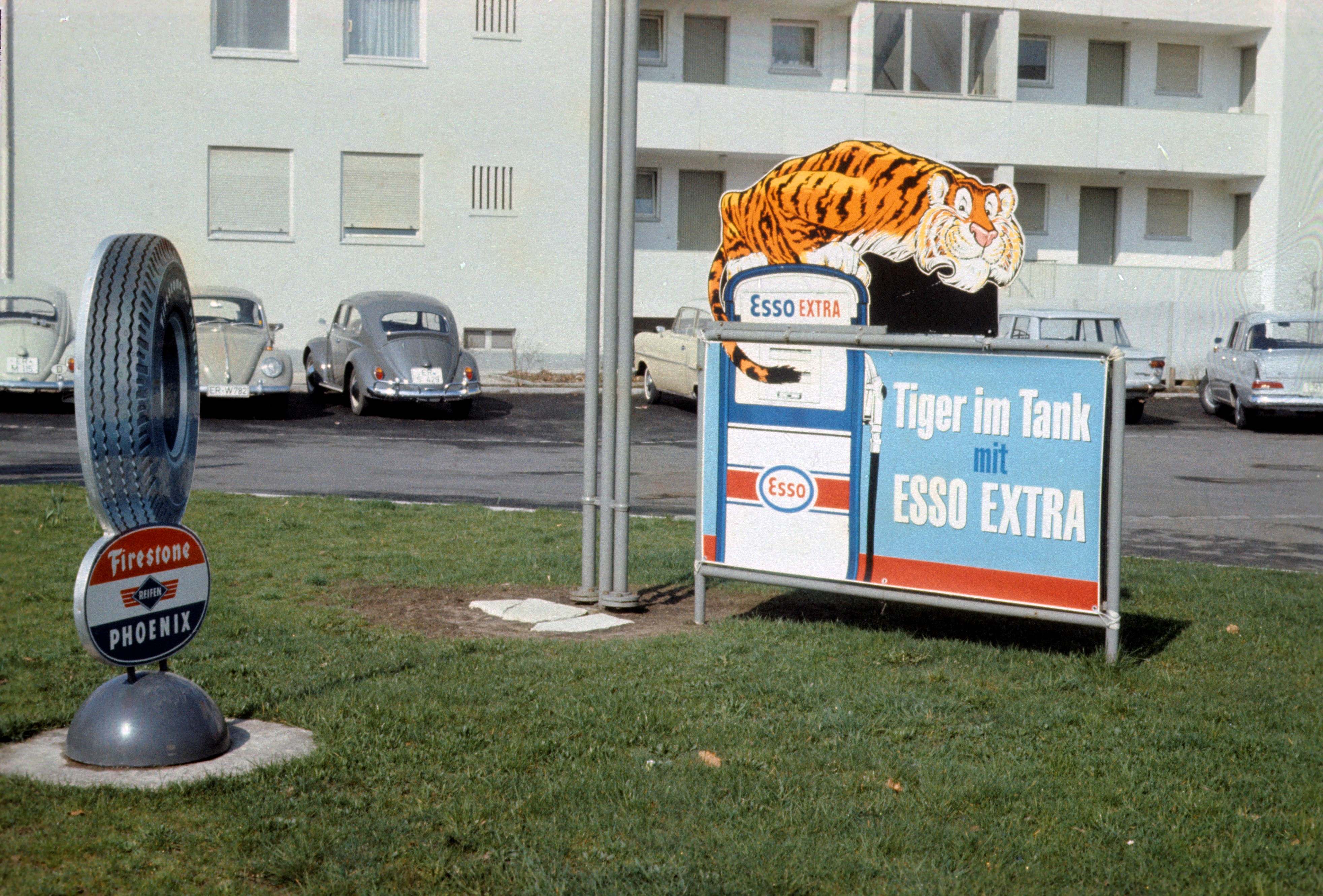
La tigre utilizzata dal gruppo Exxon

Negli anni '90 la Exxon venne accusata dalla Kellogg di aver utilizzato una mascotte molto simile a fini promozionali nel campo degli alimentari. Dopo una serie di vicissitudini, la questione legale che ne scaturì diede ragione alla Kellogg, in quanto la Exxon non aveva mai ampliato le possibilità di utilizzo del marchio al di fuori del settore petrolifero.
A partire dal 2003, Tony viene utilizzato nelle confezioni dei cereali Cinnamon Krunchers. Due anni più tardi debuttò anche su quelle dei Tiger Power.
Nel 2019 venne annunciato che la tigre della Kellogg sarebbe diventata lo sponsor del Sun Bowl di El Paso.

## Il personaggio

Auto sportiva con l'immagine di Tony la tigre

Durante i primi anni di vita del personaggio, Tony si presentava come una tigre dalla grande testa ovale che indossa un fazzoletto rosso. In seguito, durante gli anni settanta, la Kellogg fece modificare l'estetica del personaggio dandole un aspetto molto più muscoloso e virile. A differenza del Tony delle origini, quello moderno cammina sempre su due zampe. La frase più ricorrente del personaggio è They're gr-r-reat! ("(I Frosties) sono ottimi!").
Tony ha una famiglia composta dalla madre (Mama Tony), la moglie (Mrs Tony) e i figli (Tony Jr. e Antoinette).